# 小豚鼠属
小豚鼠属（学名：Microcavia）是啮齿目豚鼠科的一属，分布于南美洲，包括以下3种：
- 南方小豚鼠（Microcavia australis）
- 玻利维亚小豚鼠（Microcavia niata）
- 阿根廷小豚鼠（Microcavia shiptoni）